# برونو فرایندلیش
برونو فرایندلیش (روسی: Бруно Артурович Фрейндлих؛ ۱۰ اکتبر ۱۹۰۹ – ۹ ژوئیهٔ ۲۰۰۲) یک هنرپیشه اهل اتحاد جماهیر شوروی سوسیالیستی بود.
از فیلم‌ها یا برنامه‌های تلویزیونی که وی در آن نقش داشته است می‌توان به دن کیشوت، چایکوفسکی و استالینگراد اشاره کرد.
وی همچنین برندهٔ جوایزی همچون جایزه هنرمند مردمی اتحاد جماهیر شوروی شده است.